# Büchsenkrautgewächse
Die Büchsenkrautgewächse (Linderniaceae) sind eine Pflanzenfamilie in der Ordnung der Lippenblütlerartigen (Lamiales). Je nach Autor gibt es 13 bis 22 Gattungen mit 195 bis 220 Arten, die fast weltweit von den Tropen bis in warmgemäßigte Gebiete verbreitet sind.

## Beschreibung

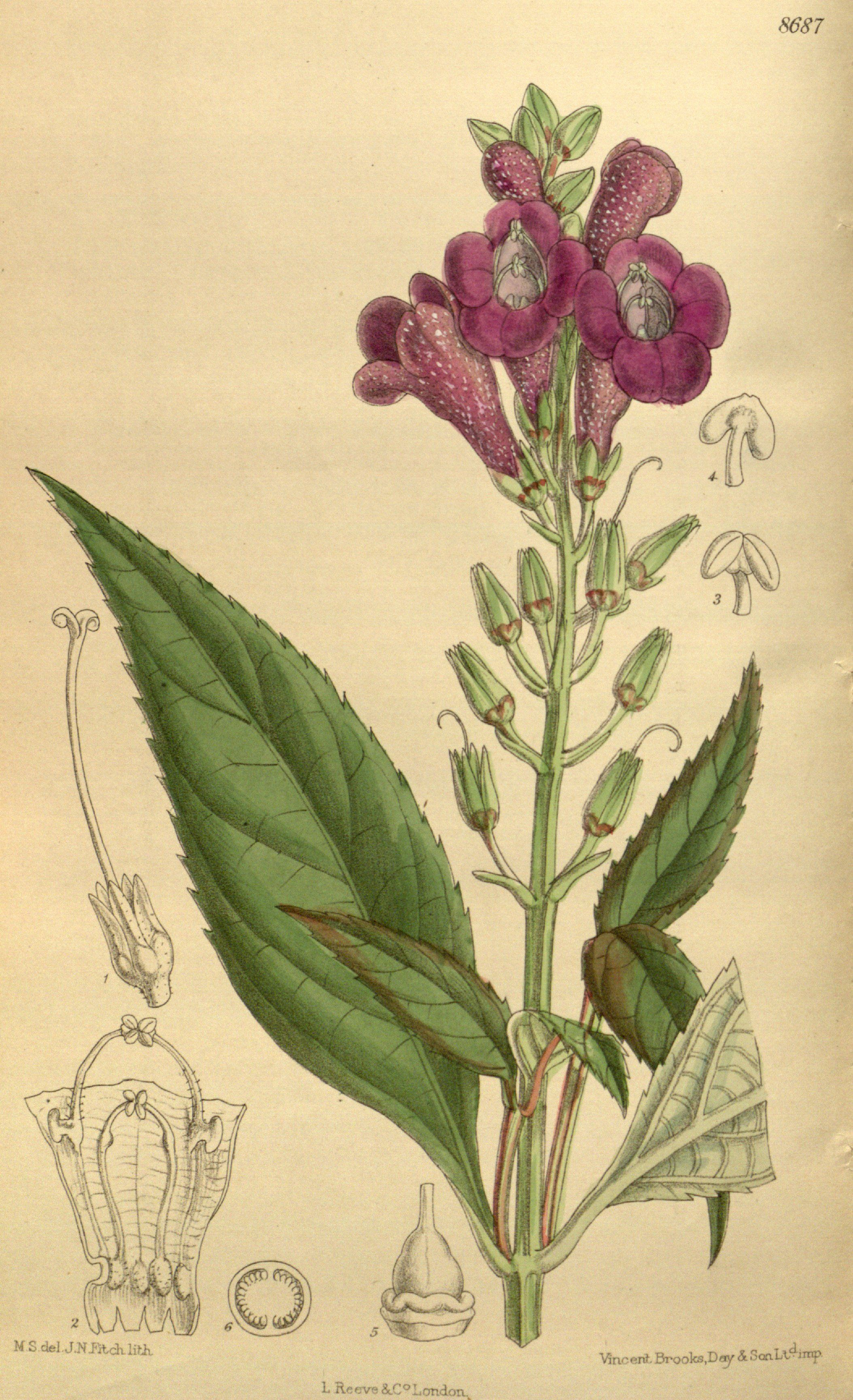
Illustration von Artanema longifolium

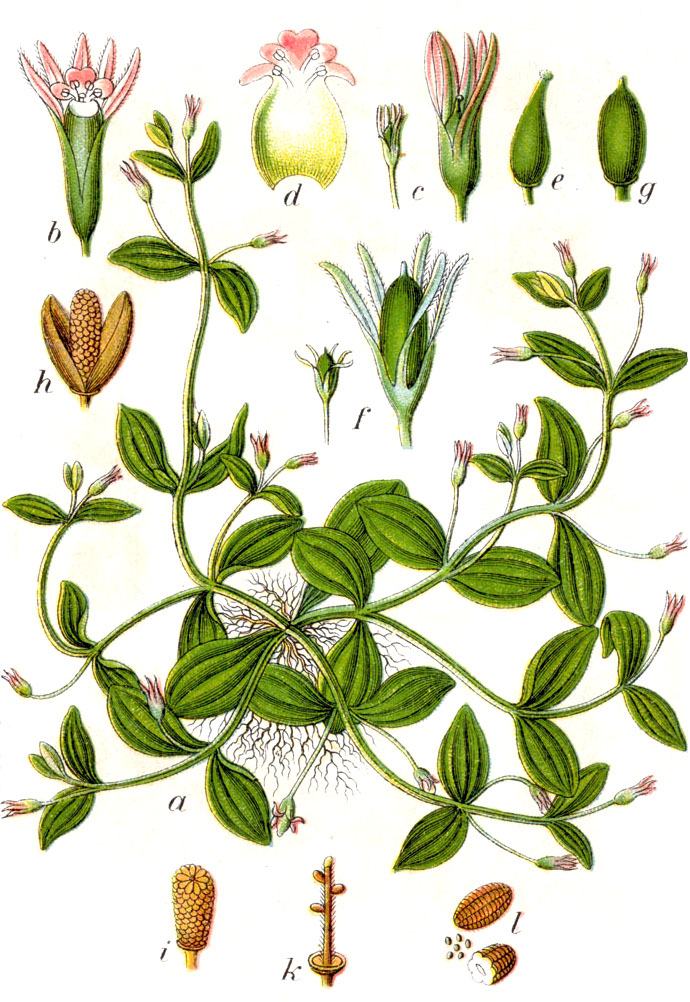
Illustration aus Johann Georg Sturm (Zeichnung: Jacob Sturm), 1796 von Lindernia procumbens, Syn.: Lindernia pyxidaria auct.

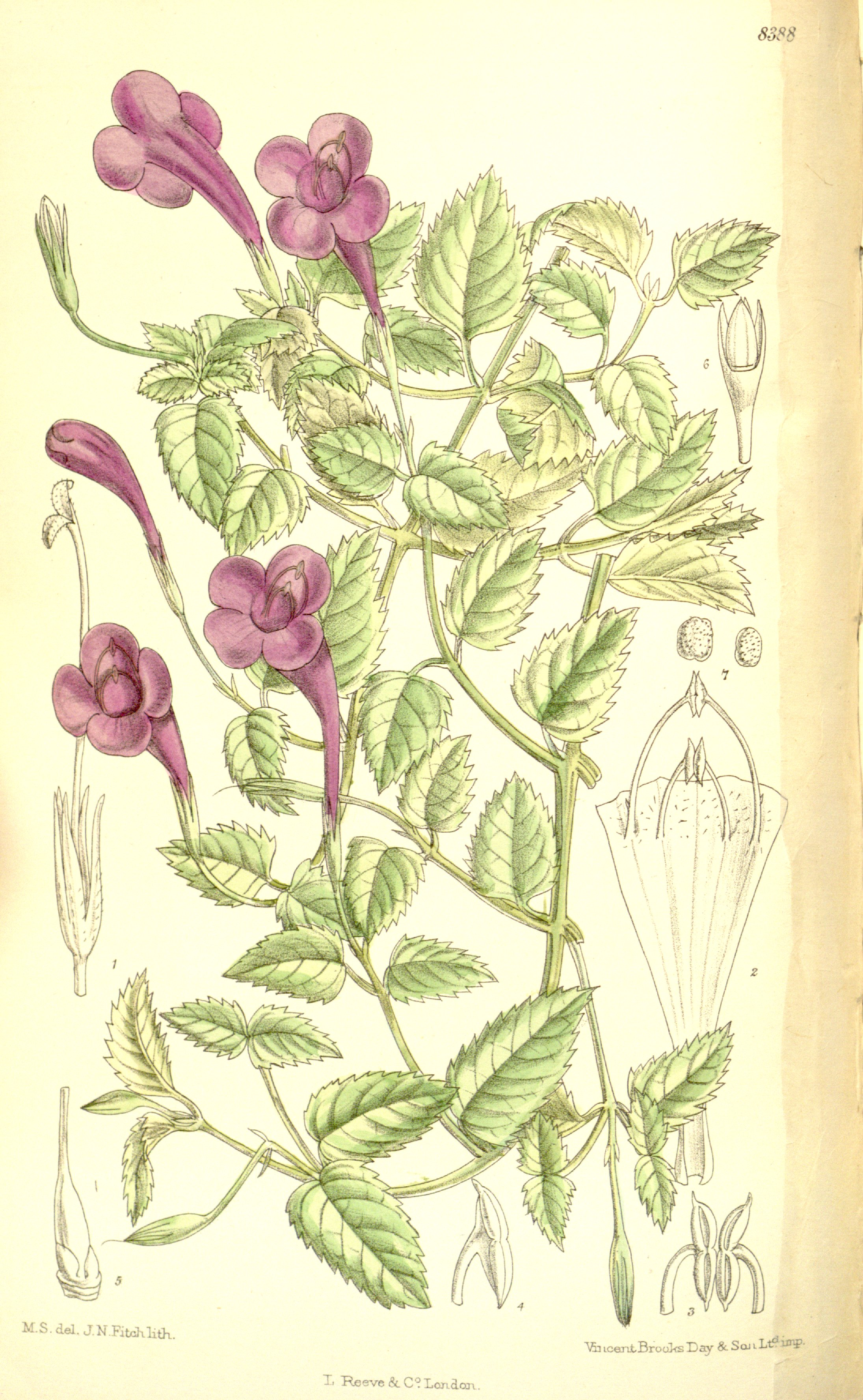
Illustration von Schizotorenia atropurpurea

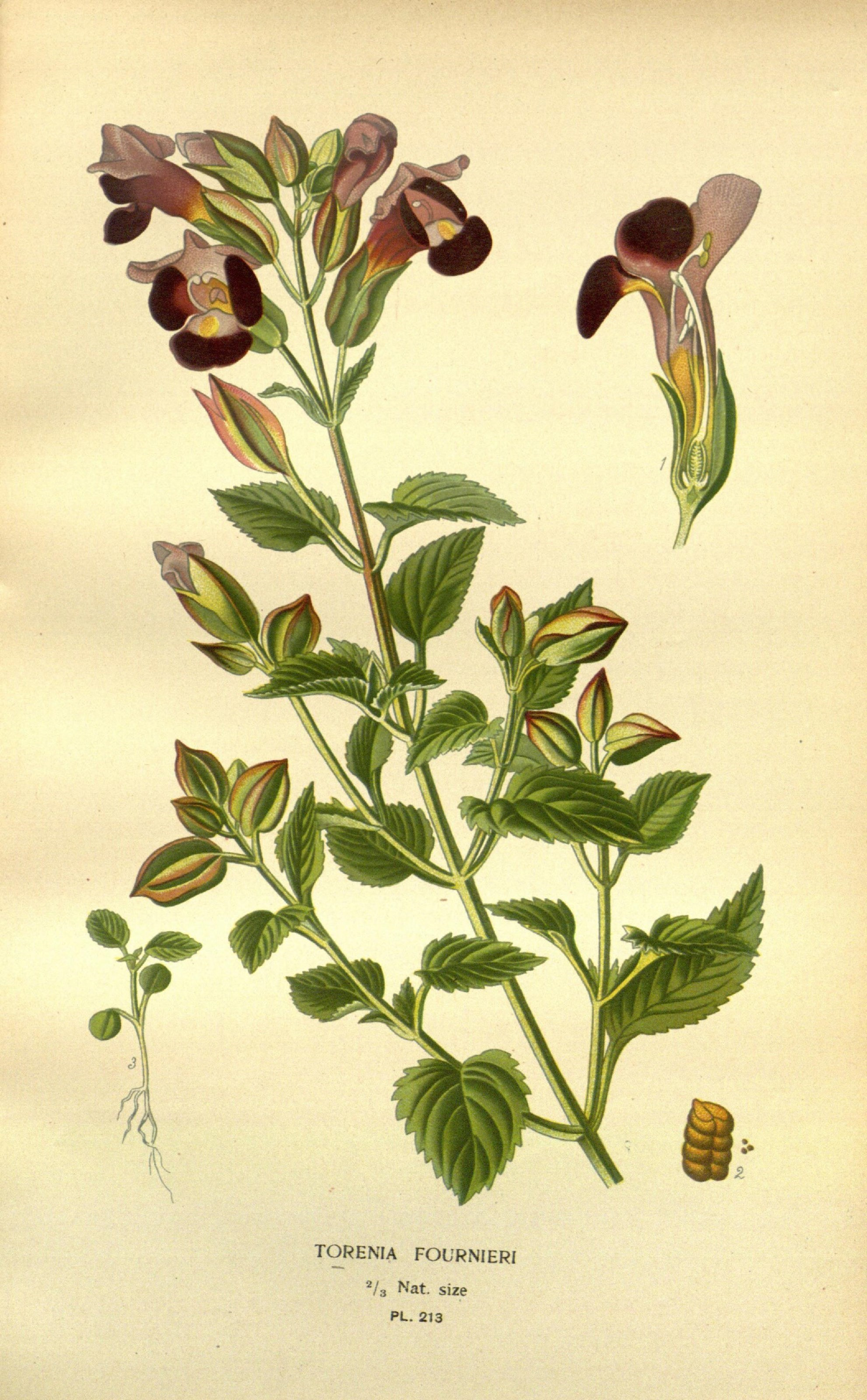
Illustration aus Favourite flowers of garden and greenhouse von Torenia fournieri

### Vegetative Merkmale
Es handelt sich um ein-, zweijährige bis ausdauernde krautige Pflanzen oder Halbsträucher bis Sträucher. Die meisten Arten sind relativ klein und oft niederliegend bis kriechend, einige sind aufsteigend bis aufrecht. Es können Rhizome gebildet werden. Die oberirdischen Pflanzenteile sind kahl oder behaart. Die Sprossachsen sind vierkantig, zumindest am Anfang. Es werden oft an den Nodien Wurzeln gebildet.
Die grundständigen und meist gegenständig, selten wirtelig an der Sprossachse verteilt angeordneten Laubblätter sind gestielt oder sitzend. Manchmal sind die Blattstiele geflügelt. Die meist einfachen, ledrigen oder pergamentartigen Blattspreiten sind ganzrandig, gewellt, gekerbt oder gesägt. Die Blattnervatur ist handförmig. Es sind keine Nebenblätter vorhanden.

### Generative Merkmale
Die Blüten stehen einzeln in den Blattachseln oder zu mehreren in seiten- oder endständigen traubigen oder kopfigen Blütenständen. Es sind keine Trag- und Deckblätter vorhanden. Es sind meist Blütenstiele vorhanden. Bei einigen Arten sind die Blüten resupiniert.
Die zwittrigen Blüten sind mehr oder weniger stark zygomorph und selten vier-, meist fünfzählig mit doppelter Blütenhülle. Die selten vier, meist fünf haltbaren, grünen Kelchblätter sind mindestens an ihrer Basis zu einer Kelchröhre verwachsen; die freien Bereiche der Kelchblätter sind gleich oder ungleich. Die selten vier, meist fünf Kronblätter sind bis mindestens der Hälfte ihrer Länge zu einer Kronröhre verwachsen. Die innen drüsig behaarte Blütenkrone ist glocken- bis trichterförmig bis zweilippig. Die Kronoberlippe kann viel kürzer sein als die Unterlippe. Die Kronblätter können Anhängsel besitzen, die bei manchen Lindernia-Arten die Staubbeutel kappenförmig überdecken. Die Farbe der Blütenkrone ist weiß, purpurfarben bis blau; sie ist überall gleichgefärbt oder meist mit kontrastierenden Zeichnungen.
Es ist ein Nektardiskus vorhanden. Es ist nur der innere Staubblattkreis vorhanden. Die Staubblätter sind deutlich verschieden, meist sind vier oder seltener nur zwei oder fünf vorhanden, wobei wenn vier vorhanden sind die zwei oberen sehr verschieden zu den unteren sind. Das untere Paar Staubblätter kann reduziert sein oder fehlen. Die gebogenen oder knieförmigen Staubfäden sind mit der Kronröhre verwachsen und untereinander frei oder verwachsen; sie können Anhängsel, beispielsweise als Sporn ausgebildet, besitzen. Entweder sind alle Staubblätter fertil oder das untere Paar ist zu Staminodien reduziert. Die Staminodien sind mehr oder weniger Z-förmig mit gelblich granulärer Oberfläche und Anhängseln. Die dorsifixem Staubbeutel können untereinander frei sein oder miteinander verbunden sein. Die Theken sind parallel oder ihre oberen Enden neigen sich mehr oder weniger zueinander. Die blauen Pollenkörner sind selten fünf-, meist tricolpat. Die zwei Fruchtblätter sind zu einem oberständigen, zweikammerigen Fruchtknoten verwachsen (bei Micranthemum manchmal nicht vollständig verwachsen). Je Fruchtknotenkammer sind 10 bis 50 orthotrope, unitegmische, tenuinucellate Samenanlagen in basaler oder zentralwinkelständiger Plazentation vorhanden. Der relativ lange Griffel endet in einer zweilappigen Narbe oder es sind zwei freie Griffel mit einfacher Narbe vorhanden. Die Narbenlappen sind sensitiv.
Die Kapselfrüchte öffnen sich scheidewandspaltig = septizid, unregelmäßig oder gelegentlich mit Poren und enthalten 15 bis 600 Samen. Die weißen, gelben oder goldenen Samen sind zylindrisch, ellipsoid, länglich bis schmal verkehrt-kegelförmig oder unregelmäßig kantig. Die Samen sind ungeflügelt. Das Endosperm ist ruminat. Der Embryo besitzt zwei Keimblätter (Kotyledonen).

### Chromosomensätze
Die Chromosomengrundzahlen betragen x = 7 bis 9 oder 12 bis 14.

## Ökologie
Alle Arten der Linderniaceae sind autotroph. Einige Arten der Gattung Craterostigma sind austrocknungstolerante (poikilohydre Pflanzen).
Die Bestäubung erfolgt meist durch Insekten (Entomophilie).

## Systematik und Verbreitung
Der erste Name für diese Verwandtschaftsgruppe war Lindernieae Rchb. und wurde 1831 durch Ludwig Reichenbach in Fl. Germ. Excurs. Band 1, Nummer 3, S. 385. Dies stellt keinen gültigen Namen für eine Familie dar; deshalb veröffentlichte Thomas Borsch, Kai Müller und Eberhard Fischer 2005 für diese Familie den Namen Linderniaceae in The Linderniaceae and Gratiolaceae are further lineages distinct from the Scrophulariaceae (Lamiales). in Plant Biology, Volume 7, Issue 1, 2005, S. 67–78. Typusgattung ist Lindernia All. Der Gattungsname Lindernia ehrt den deutsch-französischen Arzt und Botaniker Franz Balthasar von Lindern (1682–1755).

### Botanische Geschichte
Die Gattungen, die in die Familie Linderniaceae gestellt werden, gehörten traditionell zur Tribus Gratioleae in der Familie Scrophulariaceae D.Don, oder sie wurden zu den Familien Plantaginaceae oder Veronicaceae gerechnet. Oxelman et al. 2005 und Rahmanzadeh et al. 2005 waren daran beteiligt die Scrophulariaceae neu zu definieren und dabei war es erforderlich die Familie Linderniaceae zu reaktivieren um natürliche Verwandtschaften darzustellen.
Fischer et al. 2013 erarbeiteten durch eine breite Sammlung an Taxa eine Phylogenie der Familie Linderniaceae als monophyletische Verwandtschaftsgruppe. Dabei wurde der Umfang einiger Gattungen auch deutlich verändert.
Molekulargenetische Daten und die Inhaltsstoffe zeigen auch die Stellung der Familie Linderniaceae im System innerhalb der Ordnung. Nach Angiosperm Phylogeny Group APG III 2009 gehört die Familie Linderniaceae zur Ordnung Lamiales.
Der Umfang der Familie Linderniaceae wird kontrovers diskutiert.
In der Familie Linderniaceae gab es 2005 etwa 13 Gattungen mit etwa 195 Arten:
- Amphiolanthus Griseb.
- Artanema D.Don
- Bampsia Lisowski & Mielcarek
- Chamaegigas Dinter ex Heil: Sie enthält nur eine Art:
  - Chamaegigas intrepidus Dinter ex Heil
- Craterostigma Hochst.
- Crepidorhopalon Eb. Fisch.
- Hartliella Eb. Fisch.
- Hemiarrhena Benth.: Sie enthält nur eine Art:
  - Hemiarrhena plantaginea (F.Muell.) Benth.
- Legazpia Blanco: Sie enthält nur eine Art:
  - Legazpia polygonoides (Benth.) T.Yamaz.
- Büchsenkräuter (Lindernia All.)
- Micranthemum Michx.
- Picria Lour.: Sie enthält nur eine Art:
  - Picria felterrae Lour.
- Pierranthus Bonati: Sie enthält nur eine Art:
  - Pierranthus capitatus (Bonati) Bonati
- Schizotorenia T.Yamaz.
- Scolophyllum T.Yamaz.
- Stemodiopsis Engl.
- Torenia L.

### Gattungen und ihre Verbreitung
Die Familie Linderniaceae gedeiht mehr oder weniger weltweit von den Tropen bis in die warmgemäßigten Gebieten. Das Diversitätszentrum der Familie Linderniaceae liegt in der Paläotropis.
Nach Olmstead 2016 gehören zur Familie Linderniaceae etwa 18 Gattungen mit 220 bis 250 Arten, nach 2016 wurden mehrere weitere Gattungen aufgestellt und der Umfang mancher Gattungen wird kontrovers diskutiert:
- Artanema D.Don (Syn.: Bahel Adans., Bahelia Kuntze, Diceros Pers., Ourisianthus Bonati): Die etwa vier Arten gedeihen in der Paläotropis weitverbreitet im tropischen Afrika und Asien.[3]
- Bampsia Lisowskia & Mielcarek: Die nur zwei Arten kommen nur im südlichen Teil der Demokratischen Republik Kongo vor.[3]
- Catimbaua L.P.Félix, Christenh. & E.M.Almeida: Sie wurde 2019 aufgestellt und enthält nur eine Art:[12]
  - Catimbaua pendula L.P.Félix & E.M.Almeida: Sie wurde 2019 aus dem nordöstlichen brasilianischen Bundesstaat Pernambuco erstbeschrieben. Sie wurde bisher nur auf Inselbergen gefunden.[12]
- Chamaegigas Dinter: Sie enthält nur eine Art:
  - Chamaegigas intrepidus Dinter ex Heil (Syn.: Lindernia intrepida (Dinter ex Heil) Oberm.): Sie kommt nur in Namibia vor.[3]
- Craterostigma Hochst. (Syn.: Dunalia R.Br. Mitranthus Hochst., Strigina Engl.): Die etwa neun Arten sind im Jemen, vom tropischen bis ins südliche Afrika und in Indien verbreitet.[3]
- Crepidorhopalon Eb.Fisch. (Syn.: Pseudolobelia A.Chev.): Die etwa 28 Arten sind vom tropischen bis ins südliche Afrika und in Madagaskar verbreitet. (Ihr Umfang wird zusammen mit dem von Lindernia sowie Torenia kontrovers diskutiert)[3]
- Cubitanthus Barringer: Sie enthält nur eine Art:[3]
  - Cubitanthus alatus (Cham. & Schltdl.) Barringer: Sie kommt nur im östlichen Brasilien vor. Sie wurde 2013 aus der Familie Gesneriaceae zu den Linderniaceae gestellt.[3]
- Hartliella Eb.Fisch.: Die etwa vier Arten kommen nur in der Provinz Katanga in der Demokratischen Republik Kongo vor.[3]
- Hemianthus Nutt.: Die drei oder vier Arten kommen in Zentralamerika vor. (Einige Autoren stellen sie zu Micranthemum)[3]
- Hemiarrhena Benth.: Sie enthält nur eine Art:[3]
  - Hemiarrhena plantaginea (F.Muell.) Benth.: Sie kommt nur in Queensland vor. (Einige Autoren stellen sie zu Lindernia)[3]
- Isabelcristinia L.P.Félix, Christenh. & E.M.Almeida: Sie wurde 2019 aufgestellt und enthält nur eine Art:[12]
  - Isabelcristinia aromatica L.P.Félix & E.M.Almeida: Sie wurde 2019 aus dem nordöstlichen brasilianischen Bundesstaat Pernambuco erstbeschrieben. Sie wurde bisher nur auf Inselbergen gefunden.[12]
- Legazpia Blanco: Sie enthält nur eine Art:[3]
  - Legazpia polygonoides (Benth.) T.Yamaz.: Sie kommt in Südostasien, Mikronesien sowie Neuguinea vor. (Einige Autoren stellen sie zu Torenia)[3]
- Büchsenkräuter (Lindernia All., Syn.: Anagalloides Krock., Bonnaya Link & Otto, Geoffraya Bonati, Ilysanthes Raf., Strigina Engl., Vandellia P.Browne ex L.): Die etwa 100 Arten sind in Europa, im tropischen Afrika, in Madagaskar, Südostasien und in der Neuen Welt verbreitet.[3] Darunter:
  - Niederliegendes Büchsenkraut (Lindernia procumbens (Krock.) Philcox)
- Micranthemum Michx. (Syn.: Amphiolanthus Griseb., Globifera J.F.Gmel., Hemisiphonia Urb., Pinarda Vell.): Die etwa 17 Arten sind in der Neuen Welt verbreitet.[3]
- Picria Lour. (Syn.: Curanga Juss., Synphyllium Griff., Treisteria Griff.): Sie enthält nur eine Art:[3]
  - Picria fel-terrae Lour.: Sie ist in Indomalesien verbreitet.[3]
- Pierranthus Bonati (Syn.: Delpya Pierre ex Bonati): Sie enthält nur eine Art:[3]
  - Pierranthus capitatus (Bonati) Bonati: Sie kommt in Südostasien vor.[3]
- Schizotorenia T.Yamaz.: Die etwa zwei Arten kommen in Südostasien vor. (Einige Autoren stellen sie zu Lindernia)[3]
- Scolophyllum T.Yamaz.: Die etwa zwei Arten kommen in Südostasien vor. (Einige Autoren stellen sie zu Lindernia)
- Stemodiopsis Engl.: Die nur drei Arten sind in Afrika verbreitet.[3]
- Torenia L.: Die etwa 40 Arten sind in Südostasien, Afrika und Madagaskar verbreitet.[3]
- Yamazakia W.R.Barker, Y.S.Liang & Wannan: 2018 ersetzt der neue Gattungsname den ungültigen Gattungsnamen Tittmannia Rchb. nom. rej. Die nur zwei Arten sind vom subtropischen bis tropischen Asien über Malesien bis ins nördliche Australien verbreitet.[10]

## Nutzung
Die als Zierpflanze Clowngesicht, Torenie, oder Samtgesicht genannten Torenia-Hybriden (Torenia fournieri ist ein Elternteil) werden als Zierpflanzen für Zimmer und als Beet- und Balkonpflanzen in den gemäßigten Breiten kultiviert.

## Bilder
Bei den als Zierpflanze Clowngesicht, Torenie, oder Samtgesicht genannten Torenia-Hybriden ist ein Elternteil Torenia fournieri:

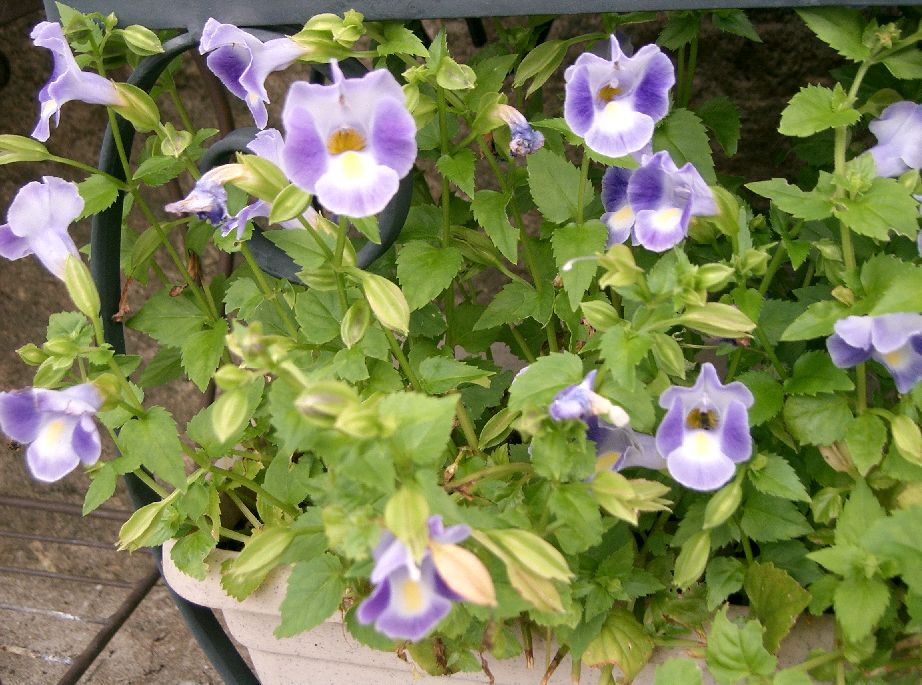
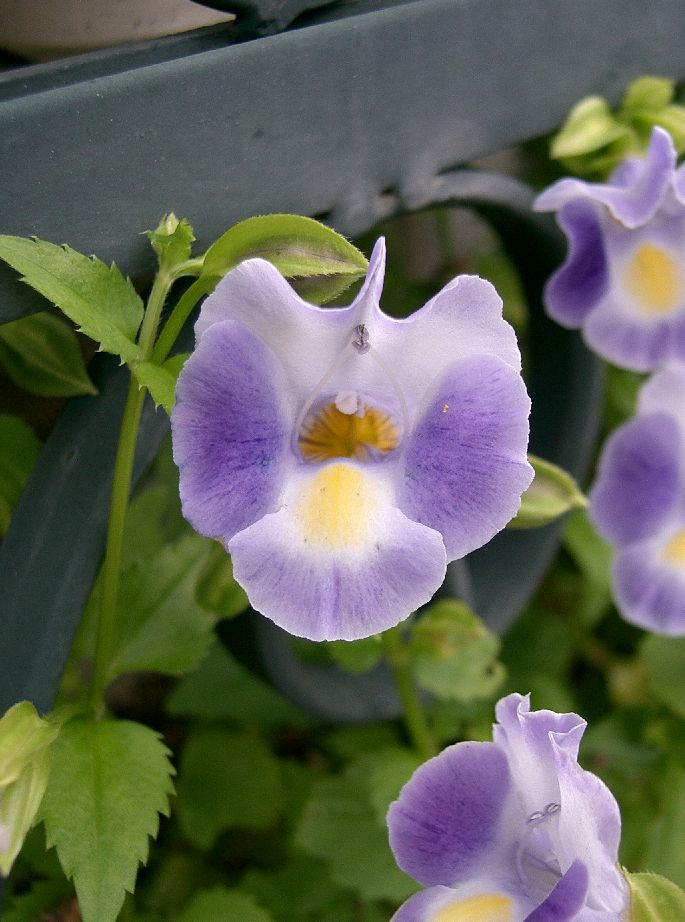

Torenia fournieri:
Lindernia crustacea:

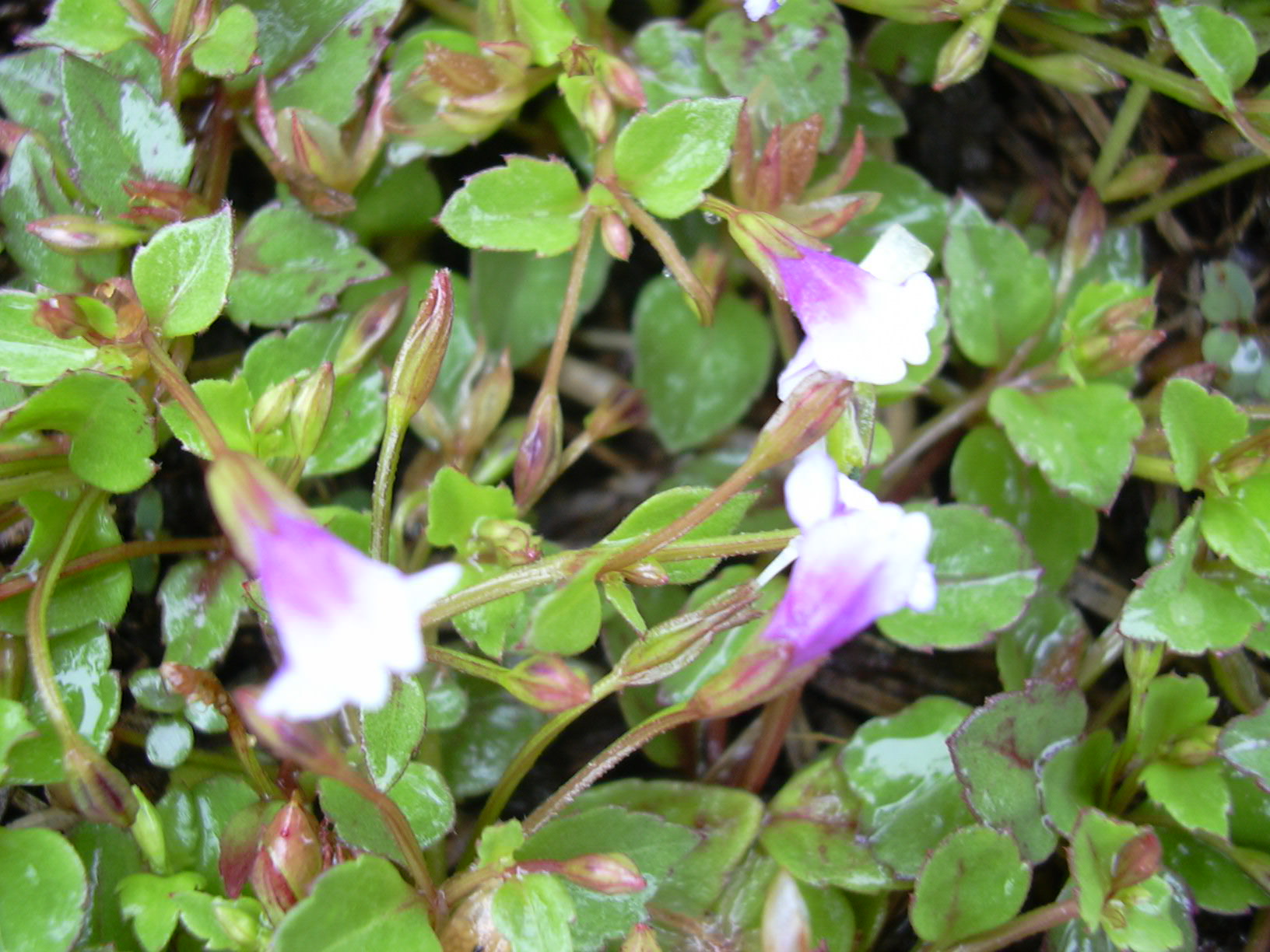

Micranthemum umbrosum (J.F.Gmel.) S.F.Blake (Rundblättriges Perlenkraut):

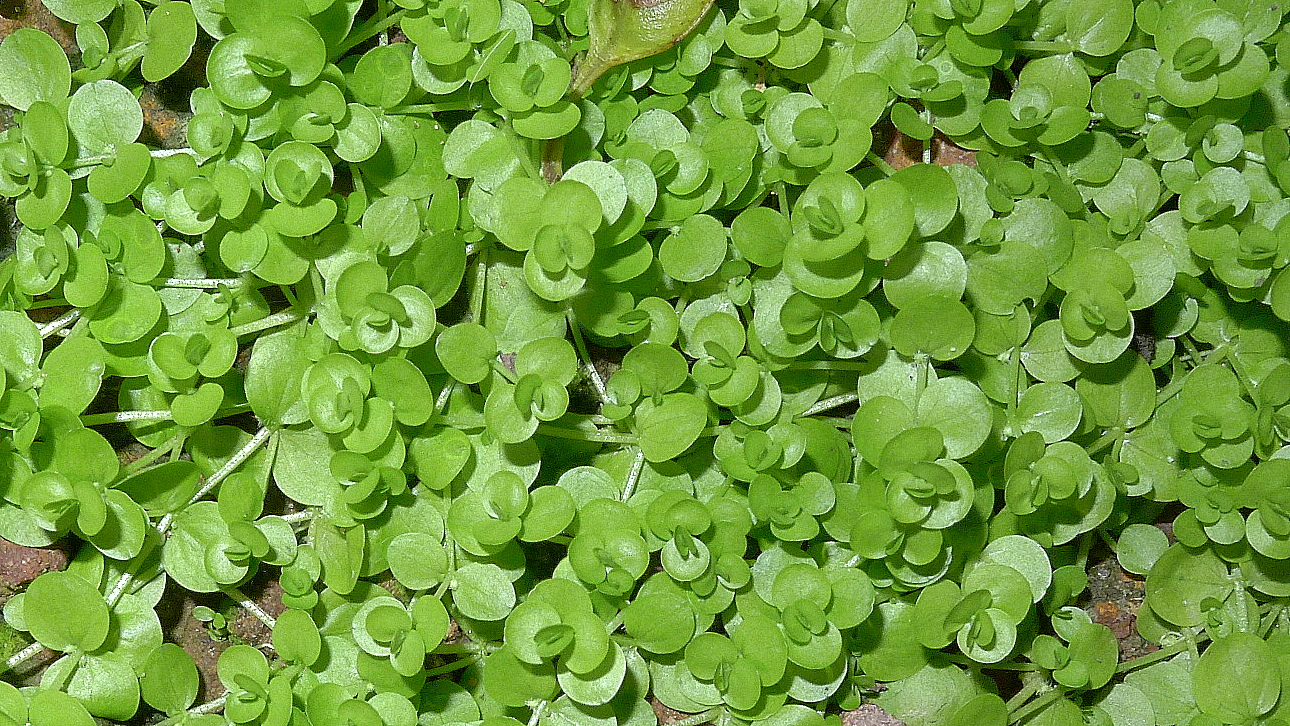
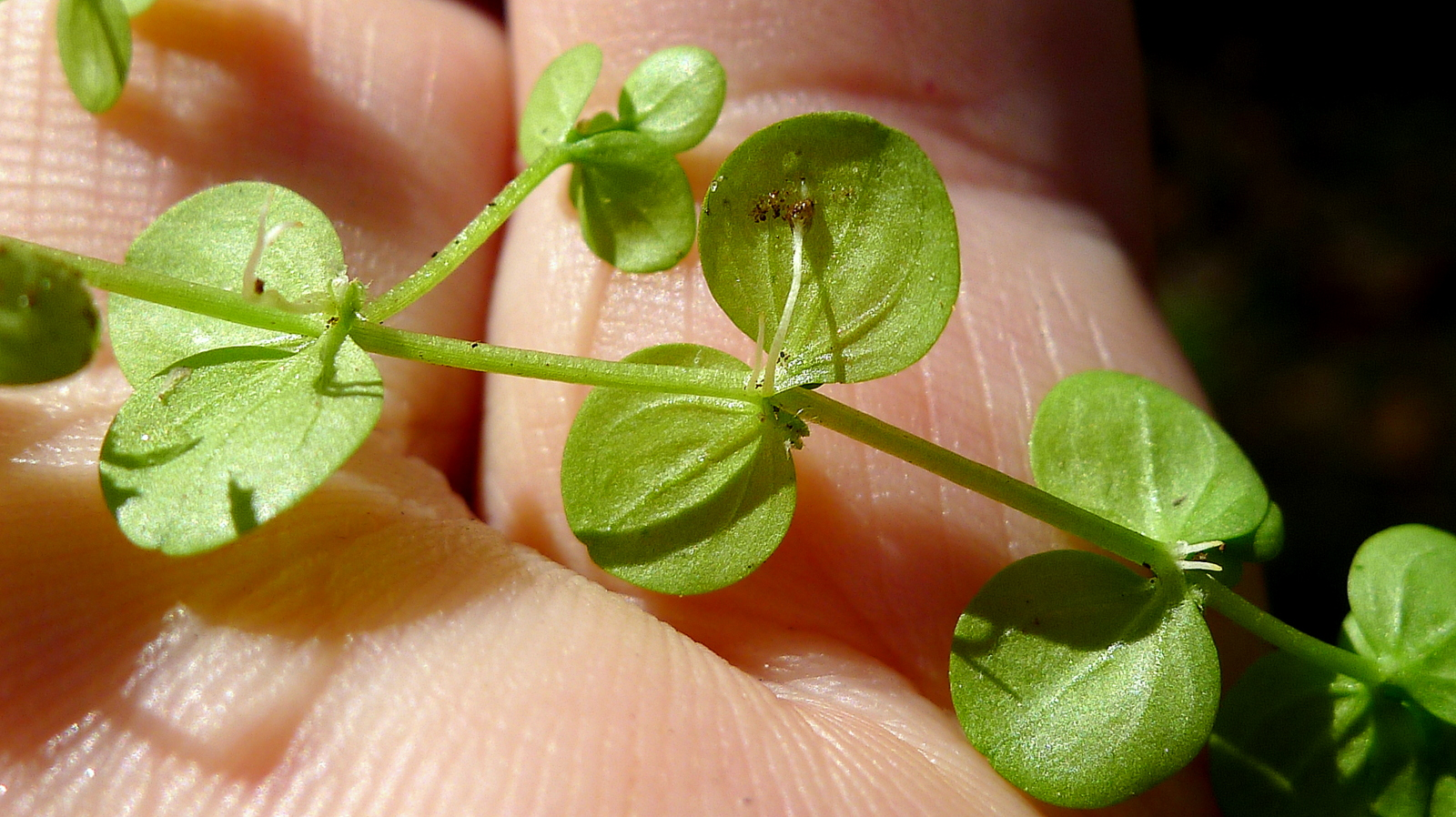